# Велика Лепетиха
Вели́ка Лепети́ха — селище, центр Великолепетиської селищної громади Каховського району Херсонської області, колишній центр Великолепетиського району. Розташоване на лівому березі Каховського водосховища, за 153 км від Херсона. В селищі знаходиться елеватор, річковий порт.

## Історія
Про заселення даної місцевості в давні часи свідчать знахідки глиняних статуеток трипільської культури (IV—III тисячоліття до н. е.), Залишки двох поселень епохи бронзи (II — початок I тисячоліття до н. е.), Пізньоскіфське городище (III в. До в. е. — IV ст. н. е.), а також скіфські поховання (IV—III ст. до н. е.). Досліджено поховання салтівської культури (VIII — початок X ст. н. е.), знайдена половецька кам'яна скульптура.
За часів Запорізької Січі на місці нинішньої Великої Лепетихи знаходилися зимівники запорожців, які займалися рибальством та землеробством. В кінці XVIII століття царський уряд виділив двом дворянам — емігрантам з Франції земельні угіддя біля Лепетиської балки. Один з них отримав землі на східній стороні балки. Тут в 1792 р і виникла Велика Лепетиха. Першими її жителями були 580 переселенців з різних губерній Росії. Але заселення і освоєння цих земель йшло повільно, тому власник в кінці XVIII століття продав село в казну. На початку XIX століття чисельність жителів — державних селян — збільшилася за рахунок переселенців і в 1822 р. досягла 2263 людини.
У 1832 р. в селі налічувалося 1154 душі, за якими було закріплено 21 тис. десятин зручної і 2,5 тис. десятин незручною землі. Відповідно до закону від 24 листопада 1866 року про поземельний устрій державних селян, жителі Великої Лепетихи отримали право постійного користування відведеної в наділ землею. Щорічно вони повинні були вносити до скарбниці понад 16 тис. руб. державної оброчної податі. Сума всіх платежів досягала 25,4 тис. рублів. Розмір платежів на душу становив 13,3 руб. в рік. У 1886 р державні селяни були переведені на становище селян-власників, їх зобов'язали викупити свої наділи. У 1853 р. в селі було відкрито однокласне училище міністерства народної освіти, а в 1867 р — церковно-приходська школа. Земська однокомплектна школа почала діяти в 1893 р. За переписом 1884 р. з 6225 жителів села грамотних налічувалося лише 261 чоловік, або 4,2 % населення. У 1906 р. в школах села навчалося 170 хлопчиків і 109 дівчаток.
У грудні 1905 р. бідняки Великої Лепетихи разом з селянами довколишніх сіл розгромили Рогачицьку економію.
На початку серпня 1906 року селяни виступили проти постою загону кінних стражників, а 27 серпня напали на вартових і в сутичці убили одного з них, вигнали з села поліцейських, розгромили страчені винні лавки, будинок священика. Цей стихійний виступ, який тривав 5 днів, придушили війська, які прибули з Херсона і Сімферополя. Почалися масові арешти і обшуки, конфіскація зброї. 1 вересня влада заарештували 30 осіб і кинули їх в мелітопольську в'язницю. У село для наведення порядку були направлені 120 кінних стражників.
Почали діяти олійниця, лісопилка, кам'яно-піщаний кар'єр, 2 млини та інші підприємства, де було зайнято 200 чоловік. Держава асигнувала понад 50 тис. руб. на ремонт приміщення для лікарні.
У 1925 р. в Великій Лепетисі приїхали вчителювати випускники Херсонського інституту народної освіти. У селі діяли 12 шкіл по ліквідації неписьменності. Працювали: клуб, хата-читальня, бібліотека. При клубі молодь села організувала театрально-музичний, хоровий та інші гуртки художньої самодіяльності, налагодила агітаційну роботу.
У березні 1923 р. Велика Лепетиха стала центром району Мелітопольського округу, а з лютого 1932 р. увійшла до складу новоствореної Дніпропетровської області.
У 1937 р відкрилися районна лікарня на 40 ліжок (25 медпрацівників, у тому числі 3 лікаря), аптека, поліклініка і дитяча консультація.
У 1940 р. в середній, неповній середній і трьох початкових школах 30 вчителів навчали понад 800 дітей. Ще в 1932 р. — Велику Лепетиху радіофікували, у будинках колгоспників встановили 670 радіоточок. У 1937 р. завершилося спорудження районного будинку культури, діяла районна бібліотека.
Мирне життя було перервано нападом нацистської Німеччини на Радянський Союз. У перші дні на фронт добровільно пішли 93 жителі Великої Лепетихи. 16 вересня 1941 р. німці захопили село. У липні 1942 р. протягом однієї ночі німці розстріляли 48 осіб. За три дні жовтня 1943 р. гітлерівці за непокору німецькій владі публічно стратили ще 17 радянських громадян. Всього від рук німців загинуло 80 осіб.
Восени 1943 року німці доставили в село 100 дітей з Таганрозького дитячого будинку, яких використовували як донорів, маючи намір потім знищити. Стрімкий наступ Червоної Армії завадив гітлерівцям здійснити цей злочин. Діти були врятовані. Фронтовий кінооператор Володимир Сущинський, зумів зняти сцену звільнення діток, назвав свою стрічку «Лепетихская трагедия». Протягом 35 післявоєнних років встановлено місце знаходження понад 60 колишніх вихованців Таганрозького дитячого будинку. У цьому велика заслуга М. А. Мальцевої, однієї з вихованок дитбудинку (нині працює інженером).
В кінці 1943 — початку 1944 р. на Нікопольському плацдармі, на території якого знаходилася і Велика Лепетиха, відбувалися запеклі бої. Їх вела 28-а армія 4-го Українського фронту під командуванням генерал-лейтенанта А. А. Гречкіна. 8 лютого 1944 р. першими в село увірвалися бійці 109-ї гвардійської стрілецької дивізії і звільнили його. Гітлерівці мали намір прорватися через переправу на Дніпрі, але радянські льотчики-штурмовики знищили її. Збитки, заподіяні окупантами, становили 10,5 млн рублів. Але жителі села самовідданою працею залікували рани війни. Уже в першій половині лютого 1944 р. відновили роботу партійні і радянські установи. Партійна організація нараховувала 35 комуністів. 30 березня 1944 р. Великолепетиський район увійшов до складу новоствореної Херсонської області. Незабаром після звільнення великолепетисьці отримали значну матеріальну допомогу від держави і братських республік, які надсилали обладнання, верстати, будівельні матеріали, худобу, насіння, а військові частини передали трактора і автомобілі. Уже в липні 1944 року з Київської області прибуло кілька вагонів будівельних матеріалів, що дало можливість приступити до відновлення зруйнованих будівель села. Тільки в квітні — травні 1945 р. колгоспи району з інших областей СРСР отримали 355 голів великої рогатої худоби, 80 коней, понад 1100 овець, а в червні 1947 року — 2 вагони будівельних матеріалів.
У 1956 році Велика Лепетиха була віднесена до категорії селищ міського типу.

### Російсько-українська війна
24 лютого 2022 року Великолепетиська територіальна громада опинилась в російській окупації.
У грудні 2022 року село перебувало під постійними артилерійськими ударами російських військ з метою звинуватити в обстрілах Збройні сили України.
7 січня 2023 року стало відомо,що після обстрілів села в Грудні був повністю зруйнований та згорівший Будинок читачів.
9 січня "Міністерством охорони здоров'я Херсонської Області" яке було влаштовано окупантами був підписаний "наказ" в якому йдеться про остаточне закриття 7 лікарень на лівобережжі Херсонщини,про міську лікарню також було згадано.
16 січня ЗСУ завдали високоточного удару по локації російських військ у тимчасово захопленій Великій Лепетиці.

## Населення

### Чисельність
| 1939    | 1959    | 1970     | 1979     | 1989     | 2001    | 2003    |
| ------- | ------- | -------- | -------- | -------- | ------- | ------- |
| 9 067   | ▼ 8 944 | ▲ 10 018 | ▲ 10 446 | ▲ 10 750 | ▼ 9 878 | ▼ 9 680 |
| 2004    | 2005    | 2006     | 2007     | 2008     | 2009    | 2010    |
| ▼ 9 503 | ▼ 9 292 | ▼ 9 130  | ▼ 9 019  | ▼ 8 818  | ▼ 8 719 | ▼ 8 652 |
| 2011    | 2012    | 2013     | 2014     | 2015     | 2016    | 2017    |
| ▼ 8 620 | ▼ 8 597 | ▼ 8 546  | ▼ 8 444  | ▼ 8 378  | ▼ 8 315 | ▼ 8 226 |
| 2018    | 2019    | 2020     | 2021     | 2022     |         |         |
| ▼ 8 136 | ▼ 8 047 | ▼ 7 958  | ▼ 7 830  | ▼ 7 707  |         |         |

### Мова
Розподіл населення за рідною мовою за даними перепису 2001 року:
| Мова            | Кількість | Відсоток |
| --------------- | --------- | -------- |
| українська      | 9308      | 93.63%   |
| російська       | 555       | 5.58%    |
| циганська       | 25        | 0.25%    |
| вірменська      | 17        | 0.17%    |
| білоруська      | 11        | 0.11%    |
| румунська       | 5         | 0.05%    |
| гагаузька       | 4         | 0.04%    |
| болгарська      | 3         | 0.03%    |
| польська        | 2         | 0.02%    |
| інші/не вказали | 11        | 0.12%    |
| Усього          | 9941      | 100%     |

## Економіка та промисловість
На території селища розміщено 430 суб'єктів підприємницької діяльності, з них 105 — юридичні особи, 325 — підприємці фізичні особи. У центральній частині селища знаходиться торгово-діловий центр, де розташовано адміністративні приміщення, місцеві банки, ринок, магазини, підприємства побутового обслуговування населення, заклади громадського харчування, кінотеатр, стадіон, 4 парки відпочинку. На території селища працює 3 переробних підприємства, одне підприємство зв'язку і одне транспортне, 36 магазинів, 21 заклад ресторанного господарства. Працює 2 сучасні автозаправні станції.

## Храми
- Свято-Миколаївський Храм УПЦ МП

## Персоналії
- Баранов-Росіне Володимир Давидович — майстер українського авангарду, живописець, рисувальник та скульптор.
- Захаренко Іван («Грань») — чотовий УПА, псевдо «Грань», лицар Золотого Хреста бойової заслуги І класу.
- Розинська Поліна Костянтинівна  — діяч музичної культури Республіки Саха (Якутії).
- Семашко Олександр Миколайович — науковець-соціолог, культуролог, українознавець, доктор філософських наук. Іменем Олександра Семашка названа бібліотека селища.
- Шикула Микола Кіндратович — науковець-грунтознавець, доктор сільського господарства.
- Ходос Анатолій Іванович - викладач, публіцист, мовознавець, редактор газети,  журналіст та диктор районного радіо.